# Lamin
Lamin Nørlem Samba (født 16. maj 1995), kendt under kunstnernavnet Lamin, er en dansk-gambiansk rapper.

## Biografi
Lamin har gambianske rødder gennem sin far, hans mor er dansk. Lamin voksede op i Brønshøj i København  og er uddannet pædagog.

## Musikalsk karriere
Lamin begyndte at skrive tekster sammen med sine venner, og det var også sammen med dem at han begyndte at tage i studie. Det indgår i flere af hans sange såvel som interview, at hans tætte venner er af stor betydning for ham - og at de spiller en stor rolle i hans rejse mod succes. Hans tætte vennegruppe, som han selv kalder "Holdet" består primært af barndomsvenner.
Lamins første udgivelser var singlerne "Tiger" og "Trabajo" begge fra 2019.
I 2020 udgav Lamin sangen "Milano Step" sammen med Artigeardit, dette var starten på et succesfuldt partnerskab mellem de to artister.
Senere i 2020 udgav Lamin EP'en TOUR som blev gæstet af Artigeardit, KESI og ICEKIID.
I 2021 udgav Lamin debutalbummet Hva Ved De Om Lams som bød på features af blandt andet Sivas og Benny Jamz.
2021 var også året hvor Lamin og Artigeardit sammen udgav EP'en Ny Agenda.
2022 var et stort år for Lamin. Det startede ud med udgivelsen af "Vågen", en single udgivet i samarbejde med Artigeardit. En måneds tid senere spillede han sin første koncert på Roskilde Festival.
I september 2022 udgav Lamin sit største værk til dato, nemlig albummet Kronisk Skeptisk. Et album der for alvor etablerede Lamin som en af mest påskønnede danske rappere lige nu. Albummet blev gæstet af KESI, Benny Jamz, ICEKIID, JEFF3 og Giift.
Lige før nytår 2022 udgav Lamin sammen med Johnson en genindspilning af førnævntes 2006-udgivelse "Kig Forbi".
I starten af 2023 besøgte Lamin 10 forskellige danske spillesteder under hans "RIDE THE WAVE 2023 TOUR"
I 2023 kollaborerer Lamin med kunstnere som Blæst, Carmon og Artigeardit
Lamin har gennem sin musik skabt en bevægelse døbt "The Wave", som mange af hans fans tager del i.
RTW "Ride The Wave" lægger også navn til Lamins tøjmærke som han stiftede i 2022.

## Diskografi

### Albums og EP'er
| Titel                                                                      | Albumdetaljer | Højeste placering | Certificering |
| Titel                                                                      | Albumdetaljer | Danmark           | Certificering |
| -------------------------------------------------------------------------- | --- | ----------------- | ------------- |
| TOUR (EP)                                                                  | - Udgivet: 9. oktober 2020 - Selskab: Def Jam Recordings Denmark - Format: Streaming/Download                         | 21                | Guld          |
| Hva ved de om Lams                                                         | - Udgivet: 25. juni 2021 - Selskab: Def Jam Recordings Denmark - Format: Streaming/download                           | 10                | 2×Platin      |
| Ny agenda (EP) (Lamin x Artigeardit)                                       | - Udgivet: 15. oktober 2021 - Selskab: Def Jam Recordings Denmark - Format: Streaming/download                        | 3                 | Platin        |
| Kronisk skeptisk                                                           | - Udgivet 2. september 2022 - Selskab: Def Jam Recordings Denmark - Format: Streaming/download                        | 1                 | 4×Platin      |
| nu hvor vi er her (Lamin x Artigeardit)                                    | - Udgivet 1. september 2023 - Selskab: Universal Music Denmark - Format: Streaming/download                           | 1                 | 2xPlatin      |
| De Her Timer (EP)                                                          | - Udgivet: 31. maj 2024 - Selskab: Force Majeure Records og Universal Music Denmark - Format: Streaming/download      | 3                 | Guld          |
| SkyLL                                                                      | - Udgivet 19. september 2024 - Selskab: Force Majeure Records og Universal Music Denmark - Format: Streaming/download | 1                 | Guld          |
| "—" markerer en udgivelse, hvor der ikke er registreret hitlisteplacering. | |                   |               |

### Singler
| År                                                               | Titel                                          | Højeste placering | Certificering | Album     |
| År                                                               | Titel                                          | Danmark           | Certificering | Album     |
| ---------------------------------------------------------------- | ---------------------------------------------- | ----------------- | ------------- | --------- |
| 2019                                                             | "Tiger"                                        | —                 |               |           |
| 2019                                                             | "Trabajo"                                      | —                 |               |           |
| 2020                                                             | "Daggerin'" (Lamin & ICEKIID)                  | 33                | Guld          |           |
| 2020                                                             | "Milano Step" (Lamin X Artigeardit)            | —                 |               |           |
| 2021                                                             | "Mood Swings" (Lamin X Michael Williams)       | —                 |               |           |
| 2021                                                             | "Hvor fuck er min drink" (Lamin X Artigeardit) | 14                | Platin        | Ny agenda |
| 2021                                                             | "Mumler for meget" (Lamin X Artigeardit)       | 33                |               | Ny agenda |
| 2021                                                             | "Humør" (Lamin X Artigeardit)                  | 35                |               | Ny agenda |
| 2022                                                             | "Vågen" (Lamin X Artigeardit)                  | 10                |               |           |
| 2022                                                             | "Kig Forbi" (Lamin & Johnson)                  | —                 |               |           |
| 2022                                                             | "Balance" (Lamin feat. Kesi & Benny Jamz)      | 11                | Guld          |           |
| 2022                                                             | "Gode dage, gode drinks"                       | 4                 | 2×Platin      |           |
| 2022                                                             | "Hvad skal der ske" (Lamin & ICEKIID)          | 7                 | Platin        |           |
| 2023                                                             | "RTW"                                          | 3                 | Guld          |           |
| 2023                                                             | "Baddies & Draris"                             | 7                 | Guld          |           |
| 2023                                                             | "Som forleden"                                 | 7                 | Platin        |           |
| 2023                                                             | "vi ku' blive" (Lamin X Artigeardit)           | 5                 | Platin        |           |
| "—" markerer en udgivelse der ikke opnåede en hitlisteplacering. |                                                |                   |               |           |

### Features
| År   | Titel                                                          | Højeste placering | Certificering | Album    |
| År   | Titel                                                          | Danmark           | Certificering | Album    |
| ---- | -------------------------------------------------------------- | ----------------- | ------------- | -------- |
| 2020 | "Bino" (Ice Csay feat. Lamin & Seedy)                          | —                 |               |          |
| 2020 | "Rewinder'" (Jamaika feat. Lamin & NODE)                       | 18                | Guld          |          |
| 2022 | "Ka ik skjule det" (JOSVA feat. Lamin)                         | —                 |               |          |
| 2022 | "Drop Top" (Mike Lowrey feat. Lamin & Stepz)                   | 18                |               |          |
| 2023 | "BETALT" (Tessa feat. Lamin & Benny Jamz)                      | 19                |               |          |
| 2023 | "All In" (Blæst feat. Lamin)                                   | 3                 | Platin        |          |
| 2023 | "Young Habibi" (Benny Jamz feat. Lamin)                        | 38                |               |          |
| 2024 | "Chanel Freestyle" (Anton Westerlin feat. Lamin)               | 1                 | Platin        |          |
| 2025 | "Entré" (Anton Westerlin feat. Lamin & Ozzy)                   | 1                 |               | Godaften |
| 2025 | "Byens Hold" (Anton Westerlin feat. Noah Carter, Kesi & Lamin) | —                 |               | Godaften |
| 2025 | "Flueben" (Anton Westerlin feat. Lamin)                        | —                 |               | Godaften |